# Dün
El Dün, también a veces nombrado como Dünwald se denomina a una cordillera en Alemania de cerca de 35 km de longitud y 8 km de anchura, ubicada en la parte septentrional del estado federal de Thüringen. Ocupa gran parte de la zona histórica de Eichsfeld, entre las ciudades de Heiligenstadt, Dingelstädt, Leinefelde, Großlohra y Helbedündorf. el punto másalto del Düne se encuentra a 522,3 m NN y corresponde al Vollenborn, la siguiente prominencia en altura es el Hockelrain (515,4 m sobre NN), seguido de 498,2 m de altura del Schönberg así como de los 493,6 m de altura del Heiligenberg en Beuren.   